# فرحان العازمي
فرحان العازمي مواليد 31 يوليو 1994 في المدينة المنورة، السعودية، هو لاعب كرة قدم سعودي يلعب في نادي الحزم.

## مسيرة اللاعب
لعب سابقاً في نادي البكيرية.

## روابط خارجية
فرحان العازمي على موقع Soccerway.com (الإنجليزية)
- فرحان العازمي على موقع كووورة